# Orgilus tibialis
Orgilus tibialis är en stekelart som först beskrevs av Günther Enderlein 1912.  Orgilus tibialis ingår i släktet Orgilus och familjen bracksteklar. Inga underarter finns listade i Catalogue of Life.